# Clochán

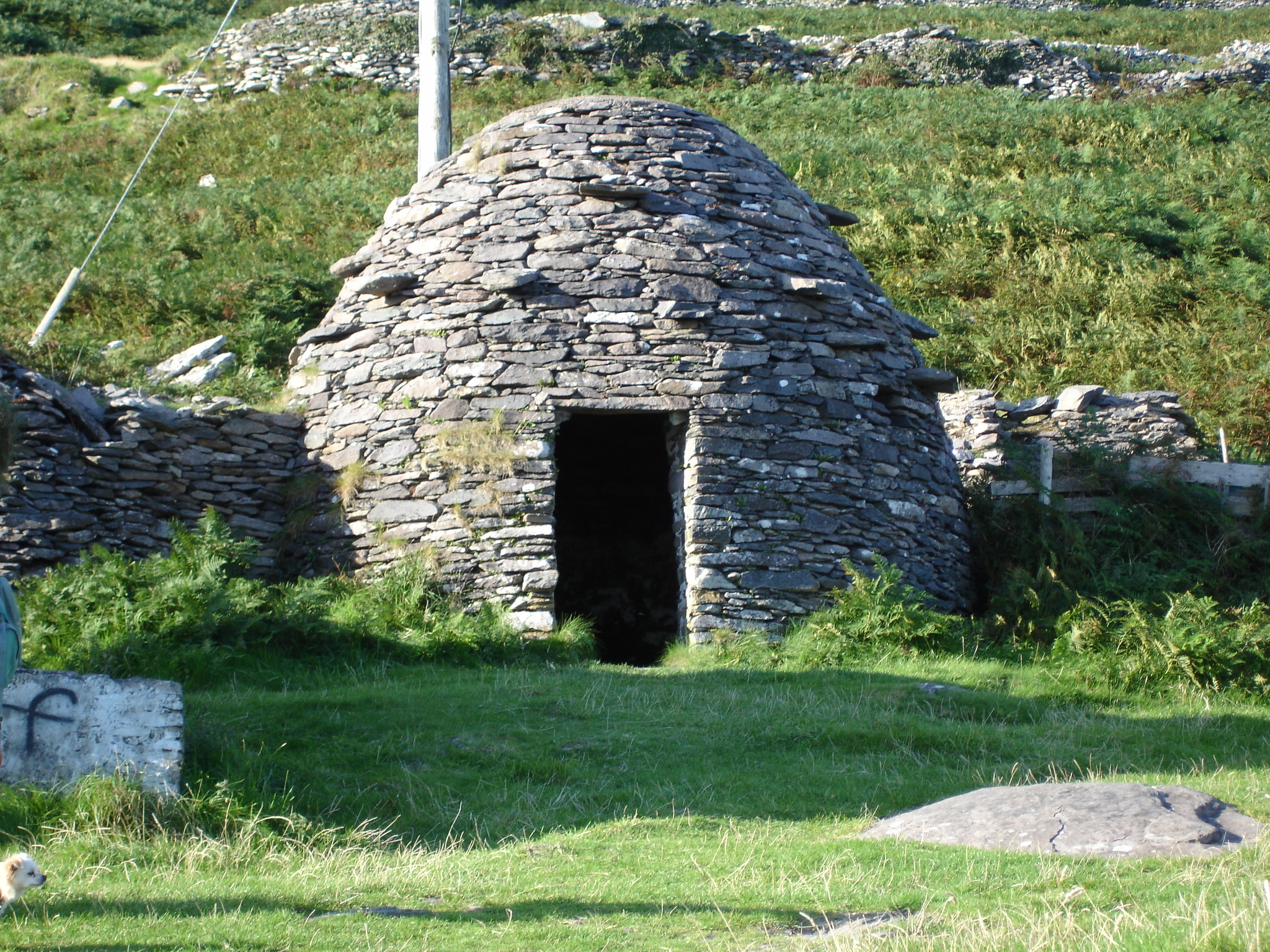
Clochan sulla penisola di Dingle, Kerry, Irlanda

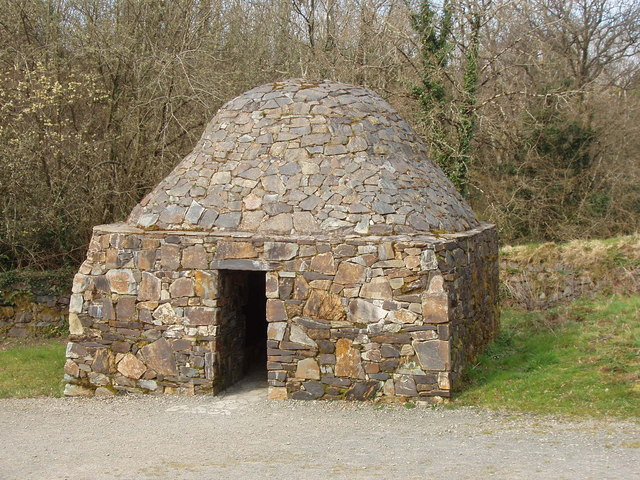
Una ricostruzione di una capanna ad alveare di forma quadrata nell'Irish National Heritage Park, nella contea di Wexford

Un clochán, o capanna ad alveare, è una capanna in pietra a secco con un tetto a sbalzo, comunemente presente sulla costa sud-occidentale irlandese. La data precisa di costruzione della maggior parte di queste strutture è sconosciuta essendo edifici appartenenti a una lunga tradizione celtica, sebbene al momento non ci siano prove dirette per datare gli esempi sopravvissuti a prima del 700. Alcuni associati a siti religiosi possono essere altomedievali, considerando le strutture più intatte, fino ad oggi, realizzate dopo il XII secolo o più tardi. Erano costruzioni abitate dai monaci.

## Forma
Sono più comunemente capanne ad alveare a pianta circolare, ma ce ne sono anche a pianta rettangolare. Si ritiene che le seconde risalgano a un'epoca successiva. Alcuni clochan non erano completamente costruiti in pietra e potrebbero aver avuto un tetto di paglia. Le pareti sono molto spesse, fino a 1,5 metri. A volte diverse capanne si trovano unite tra loro.

## Ubicazione
I clochan si trovano principalmente nel sud-ovest dell'Irlanda, ad esempio a Skellig Michael, Church Island al largo di Beginish Island, Glanfahan, Fahan e Reask nella penisola di Dingle nella contea di Kerry. Molti si trovano in contesti religiosi come quelli usati dai monaci seguaci di San Patrizio; inoltre, i suoi successori portarono avanti la tradizione architettonica nell'isola scozzese di Iona e infine, con Aidano di Lindisfarne, alle isole inglesi orientali di Farne e Lindisfarne. Ce ne sono altri in forte ad anello (come Leacanabuaile, nella contea di Kerry) che sono comunemente interpretati come abitazioni civili. Elaborate chiese in pietra con muri a secco come l'oratorio di Gallarus possono derivare dai clochan. Il clochan è stato descritto nella legge Críth Gablach del VII-VIII secolo.

## Cultura popolare
Parti del film del 2017 Star Wars: Gli ultimi Jedi, sono state girate usando le capanne ad alveare sull'isola di Skellig Michael. A causa delle restrizioni relative alle riprese sull'isola, nel 2016 è stata costruita anche una serie di riproduzioni di capanne ad alveare a Ceann Sibéal, vicino a Ballyferriter, nella penisola di Dingle.
Le capanne appaiono anche nel videogioco del 2020 Assassin's Creed Valhalla e la sua espansione imminente è ambientata nell'Irlanda gaelica, Wrath of the Druids.